# Joscelin Lowden
Joscelin „Joss“ Lowden (* 3. Oktober 1987 in Brighton) ist eine britische Radsportlerin.

## Sportlicher Werdegang
Von Kind an betrieb Joss Lowden Sport, zunächst als Läuferin, dann wechselte sie zum Radsportverein Lewes Wanderers. 2017 nahm sie erstmals an nationalen Straßenmeisterschaften teil. Im selben Jahr gewann sie die britische Bergmeisterschaft. 2019 gehörte sie zu dem britischen Team aus John Archibald, Daniel Bigham, Harry Tanfield, Lauren Dolan und Anna Henderson, das bei den Weltmeisterschaften im heimischen Yorkshire die Bronzemedaille in der Mixed-Staffel gewann. 2020 und 2022 wurde sie britische Meisterin im Einzelzeitfahren, 2021 gewann sie die tschechische Rundfahrt Tour de Feminin – O cenu Českého Švýcarska. Sie reiste als Ersatzfahrerin zu den Olympischen Sommerspielen 2020 nach Tokio, kam aber nicht zum Einsatz.
2021 stellte Lowden zudem im Schweizer Tissot Velodrome mit 48,406 Kilometern einen neuen Stundenweltrekord auf.

## Diverses
Joss Lowden ist liiert mit dem britischen Radsportler Daniel Bigham, der ebenfalls einen Stundenweltrekord aufstellte.

## Erfolge
2017
- Britische Meisterin – Bergmeisterschaft

2019
- Weltmeisterschaft – Mixed-Staffel
- Britische Meisterin – Einzelzeitfahren

2020
- Britische Meisterin – Einzelzeitfahren

2021
- Gesamtwertung, Bergwertung und eine Etappe Tour de Feminin
- Stundenweltrekord (48,406 km)

2022
- Britische Meisterin – Einzelzeitfahren